# Pama Airport
Pama Airport är en flygplats i Burkina Faso. Den ligger i den sydöstra delen av landet, 270 km sydost om huvudstaden Ouagadougou. Pama Airport ligger 211 meter över havet.
Terrängen runt Pama Airport är platt. Runt Pama Airport är det mycket glesbefolkat, med 4 invånare per kvadratkilometer.. Närmaste större samhälle är Pama, 0,82 km öster om Pama Airport.
Omgivningarna runt Pama Airport är en mosaik av jordbruksmark och naturlig växtlighet.